# Stenostephanus harleyi
Stenostephanus harleyi är en akantusväxtart som först beskrevs av Wassh., och fick sitt nu gällande namn av J.F Daniel. Stenostephanus harleyi ingår i släktet Stenostephanus och familjen akantusväxter. Inga underarter finns listade i Catalogue of Life.